# Lotanna Nwogbo
Lotanna Nwogbo (n. Lithonia, Georgia, Estados Unidos el 30 de mayo de 1993), es un baloncestista estadounidense de nacionalidad nigeriana que juega en la posición de ala-pívot en las filas del CB Estudiantes de la Primera FEB. Es internacional con la Selección de baloncesto de Nigeria. Es hermano del también baloncestista Zimmy Nwogbo.

## Carrera deportiva
Es un jugador estadounidense nacionalizado nigeriano, formado en la Universidad Tulane, situada en Nueva Orleans, Luisiana, en la que jugó durante dos temporadas con los Tulane Green Wave de 2011 a 2013. Más tarde, en 2014 ingresó en la Universidad de Longwood para disputar la NCAA con los Longwood Lancers, donde en su último año promedió 15,7 puntos y 8,1 rebotes por partido en la temporada 2015-2016. 
Inició su carrera profesional en Argentina en las filas del Gimnasia Indalo, dirigido por Gonzalo García en el que promedió 11.23 puntos, 5.36 rebotes y 0.27 asistencias por encuentro.
El 31 de diciembre de 2016, firma por el Deportivo Viedma argentino.
Posteriormente jugaría en Japón en las filas del Sendai 89ers y en el Club Deportivo Valdivia de la Liga Nacional de Básquetbol de Chile. 
En la temporada 2018-19, regresa a Argentina para jugar en las filas del Club Atlético Atenas (Carmen de Patagones), con el que disputa 55 partidos en los que promedia 15,8 puntos por encuentro.
En la temporada 2019-2020 militó en la segunda división en Turquía en las filas del Yeni Mamak Spor Klubu, donde promedió 16,9 puntos y 7,1 rebotes en 17 partidos disputados. 
El 26 de febrero de 2021, firma un contrato temporal por el Leyma Coruña de la Liga LEB Oro.
El 28 de julio de 2021, firma con el Donar Groningen de la FEB Eredivisie holandesa.
El 22 de agosto de 2022, firma por el Leyma Coruña de la Liga LEB Oro.
El 28 de julio de 2023, firma por el Real Valladolid Baloncesto de la LEB Oro.
El 21 de julio de 2024, firma por el Baloncesto Fuenlabrada de la LEB Oro.
El 13 de agosto de 2025, firma con el CB Estudiantes de la Primera FEB.

## Internacional
En 2018, hizo su debut con la Selección de baloncesto de Nigeria.